# Mohamed El-Sayed (escrime)
Pour les articles homonymes, voir El-Sayed et Mohamed El-Sayed.
Mohamed El-Sayed (en arabe : محمد السيد), né le 3 mars 2003 au Caire, est un escrimeur égyptien. Épéiste, droitier tirant poignée droite, il s'est révélé en 2021 avec ses performances aux championnats du monde juniors qui se sont déroulés dans sa ville natale et surtout aux Jeux olympiques de Tokyo. Multiple champion continental, sa principale consécration est une médaille de bronze individuelle aux Jeux olympiques de Paris 2024.

## Carrière
El-Sayed est médaillé de bronze aux championnats du monde juniors en avril 2021, perdant d'une touche, en minute de priorité, contre le futur vainqueur du tournoi Kendrick Jean-Joseph. Il n'est que deuxième Égyptien au classement de cette compétition derrière le finaliste malheureux Mohamed Yassine, et loin d'être le mieux classé chez les seniors au classement de la FIE, il est cependant retenu pour représenter son pays au tournoi de qualification olympique africain, qu'il remporte aisément, et par conséquent aux Jeux olympiques d'été de 2020 à Tokyo. Il y affronte au premier tour le Français Yannick Borel, champion du monde en 2018 et triple champion d'Europe et tête de série no 6 du tournoi. Loin de subir la pression de l'événement, le jeune Égyptien de 18 ans gagne le match sur le score de 15-11, puis enchaîne contre le Chinois Lan Minghao (15-9). Son parcours s'arrête en quart de finale après un combat serré contre l'expérimenté Ukrainien Ihor Reizlin, no 3 mondial (13-15). Sa célébration après sa victoire contre Borel, imitant celle du footballeur Cristiano Ronaldo, retient l'attention de plusieurs journaux à travers le monde,.
Il est médaillé d'or en épée individuelle ainsi qu'en épée par équipes aux Championnats d'Afrique 2022 à Casablanca. Il répète cette performance en 2024 et en 2025
Il réussit un très bon parcours individuel aux Jeux olympiques de Paris 2024, sortant Jhon Édison Rodríguez (15-7), Andrea Santarelli (15-10) et Neisser Loyola (9-8). Battu en demi-finale par Yannick Borel (9-15), il doit encore assurer une victoire contre l'autre vaincu des demi-finales, Tibor Andrásfi, pour monter sur le podium. Au terme des trois périodes règlementaires, les deux tireurs sont à égalité, 7 partout. Durant la minute de priorité qui s'ensuit, ils échangent un total extraordinaire de sept coups doubles, avant que l'Égyptien ne parvienne à marquer seul et à décrocher ainsi la médaille de bronze. Il se distingue à nouveau par une célébration pleine d'exubérance. Sa médaille est la deuxième pour son pays aux Jeux olympiques, douze ans après la médaille d'argent d'Alaaeldin Abouelkassem.
Il devient no 1 mondial au cours de la saison 2024-2025.

## Famille
Il est le frère de l'escrimeur Ahmed El-Sayed. Leur père Sayed Samy est un ancien entraîneur de l'équipe d'Égypte d'escrime.

## Palmarès
- Jeux olympiques
  -  Médaille de bronze en individuel aux Jeux olympiques de 2024 à Paris

- Championnats d'Afrique
  -  Médaille d'or aux championnats d'Afrique 2022 à Casablanca
  -  Médaille d'or par équipes aux championnats d'Afrique 2022 à Casablanca
  -  Médaille d'or par équipes aux championnats d'Afrique 2023 au Caire
  -  Médaille d'or aux championnats d'Afrique 2024 à Casablanca
  -  Médaille d'or par équipes aux championnats d'Afrique 2024 à Casablanca
  -  Médaille d'or aux championnats d'Afrique 2025 à Lagos
  -  Médaille d'argent aux championnats d'Afrique 2023 au Caire
  -  Médaille de bronze par équipes aux championnats d'Afrique 2019 à Bamako

- Jeux méditerranéens
  -  Médaille d'or aux Jeux méditerranéens de 2022 à Oran

## Classement en fin de saison
| Année | 2019 | 2020 | 2021 | 2022 | 2023 | 2024 |
| ----- | ---- | ---- | ---- | ---- | ---- | ---- |
| Rang  | 69   | 63   | 18   | 18   | 21   | 4    |